# Christian Schmidt-Rasmussen
Christian Schmidt-Rasmussen (født 10 oktober 1963 i København) er en dansk billedkunstner og maler. 
Han var lektor ved Det Jyske Kunstakademi 1998-2004 og er lærer på Skolen for Kunst og Design siden 2007.
Schmidt-Rasmussen er uddannet på Det Kongelige Danske Kunstakademi, og havde sin første separatudstilling Refree love I i 1991 på Galleri Baghuset på Nørrebro i København. Han er repræsenteret på bl.a. Statens Museum for Kunst og Albertina Museum i Wien, og blev tildelt tredje pladsen på Carnegie Art Award 2012.
I 2024 udkom hans første bog Lever på ruinerne af en glorværdig fremtid.

## Værker (udvalg)
- 2024 – Ud af Barndommen – Udsmykning på Mozarts Plads Station.[4]